# Gaio Asinio Lepido Pretestato
Gaio Asinio Lepido Pretestato (latino: Gaius Asinius Lepidus Praetextatus; fl. 242) è stato un politico romano di età imperiale, console posterior del 242 assieme a Gaio Vettio Grato Attico Sabiniano.